# یدآرژیریت
یدآرژیریت  (به انگلیسی: Iodargyrite) با فرمول شیمیایی AgI از مجموعه کانی هاست و قابل انعطاف، با آب مقطر تمیز می‌شود. از معرض نور باید دور نگاه داشته شود. کانیهای مشابه آن کلورآرژیریت - برومارژیریت است که از آنها با رخ کامل خود تفکیک می‌گردد. از ترکیب شیمیایی اش مشتق شده‌است. محلول در اسید نیتریک گرم و اسید سولفوریک Ag:۴۵٫۹۵٪  I:۵۴٫۰۵٪  برای اولین بار در استرالیا کشف شد و از نظر شکل بلور: منشورهای کوتاه و پهن، رنگ: زرد - زرد متمایل به سبز، شفافیت: شفاف، جلا: چرب - الماسی، رخ: کامل - مطابق باسطح و در رده‌بندی هالوژن است  و منشأ تشکیل آن ثانوی است.
همایند کانی‌شناسی (پارانژ) آن کلورآرژیریت - برومارژیریت- لیمونیت- کلورآرژیریت- وانادینیت است
کاربرد آن: کانسار نقره، از نظر ژیزمان بلورهای فلسی - پودر کمیاب است و بیشتر در آلمان، شیلی، مکزیک یافت می‌شود.

## منبع
- پردیس کشاورزی ایران